# Xanthosoma narinoense
Xanthosoma narinoense là một loài thực vật có hoa trong họ Ráy (Araceae). Loài này được Bogner & L.P.Hannon mô tả khoa học đầu tiên năm 2007.